# Taoïsme

Tai Ji, Yin en Yang als eenheid.

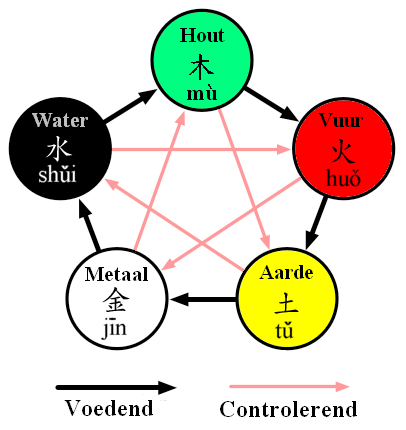
De twee cycli van het Vijf Fasenmodel in de Chinese filosofie.

Het taoïsme, ook wel geschreven als daoïsme of tauïsme, is een Chinese mystieke, filosofische en religieuze stroming, waarbij zowel de filosofie als de religie zich baseren op de mystieke basis van Lao Zi. Het taoïsme gaat over hoe te handelen in het leven en de eenwording met de Tao.
De teksten Daodejing, Zhuangzi en Liezi vormen de basis en zijn op schrift gesteld in de vierde en derde eeuw voor onze tijdrekening.
Het taoïsme heeft zich parallel aan het confucianisme en boeddhisme ontwikkeld. Deze drie stromingen vormen gezamenlijk de basis voor het neo-confucianisme (zie ook: Lijst van religies en spirituele tradities). Als religie heeft het taoïsme taoïstische tempels, taoïstische priesters en heilige plaatsen, zoals de heilige bergen in China.
Letterlijk betekent Tao bron/weg/doelgericht-gaan, hetgeen ook in het Chinese karakter voor Tao valt te herkennen.

## Daodejing
De Daodejing is een bundel met 81 korte teksten. Laozi wordt beschouwd als de auteur, alhoewel de verzameling teksten waarschijnlijk niet één auteur heeft gehad, maar geleidelijk is gegroeid.
De teksten gaan over meditatie, hoe juist te handelen in het leven en geven uitleg over ons bestaan. Ze gaan over innerlijke beheersing door meditatie, maar worden als politieke filosofie beschouwd als richtlijn voor een heerser voor goed leiderschap. Deze teksten zijn eerst mondeling overgeleverd, in een ritme ondergebracht, geordend, aangepast, en uiteindelijk rond 370-350 v.Chr. opgeschreven. Het boek bestaat uit twee delen, de meest gebruikelijke volgorde is waarschijnlijk de authentieke volgorde. In een graf uit de tweede eeuw v.Chr. is een aantal oude handschriften gevonden (waaronder de vier geschriften van de Gele Keizer) en het geschrift in de volgorde Dedaojing.
De Zhuangzi kan volgens Kristofer Schipper gezien worden als het eerste commentaar op de Daodejing; het geschrift bevat meer dan honderd citaten en verwijzingen naar de Daodejing. Latere commentatoren zoals Hanfei Zi, Heshang Gong en Wang Bi gebruikten de mystieke uitspraken van Lao Zi als basis en rechtvaardiging van hun eigen filosofische denkbeelden. In de tweede eeuw n.Chr. ontstond de religieuze vorm van het Daoïsme doordat, volgens Zhang Daoling, Lao Zi aan hem verscheen in het jaar 142 en hem aanwijzingen gaf.

## Mystiek en meditatie
Zoals Kristofer Schipper aangeeft in zijn vertaling is "de beoefening van de Meditatie het uitgangspunt van de gedachtewereld van de Laozi/Daodejing en het Daoïsme in het algemeen". Los van de sociaal-politieke uitleg van de Daodejing bevat het geschrift veel aanwijzingen voor de Wijze, meditatie en innerlijke houding zoals Wu wei. In H.16 van de Daodejing (in de vertaling van Schipper):
"Zoek de hoogste leegte
Bewaar de diepste stilte"
In de Zhuangzi (vert. Schipper) in H.11 geeft Wijde Weetniet het advies:
"Laat lijf en ledematen wegvallen,
Spuug uit je intelligentie
Vergeet de dingen en hun ordening
In volledige eenheid met de diepe duisternis".
In de aan Lao Zi toegeschreven geschriften de Qing Jing Jing en de Nei riyong jing en de uit de school van Lao Zi afkomstige Nei Yeh staan veel directe richtlijnen voor meditatie en innerlijke houding.
Het vroege, meditatieve Daoïsme van Lao Zi en Zhuang Zi is een belangrijke bron van het Zenboeddhisme. Dit ontstond door een vermenging van Daoïsme en Boeddhisme vanaf de 4e eeuw n.C. als Ch'an, met een vlucht vanaf de zesde eeuw n.C. met de legende van de komst van Bodhidharma naar China. Ch'an werd later in Japan Zen.

## Filosofie en religie
Het taoïsme heeft zich in de loop van de eeuwen ontwikkeld van mystiek tot een strenge ethisch/politieke filosofie en tot een populaire religie. Volgens het taoïsme bevindt alles zich in een perfecte harmonie die niet statisch is, maar in voortdurende verandering. Het evenwicht wisselt steeds en niets kan bestaan zonder zijn tegendeel. Wie met de stroom van verandering mee gaat, kan de volmaakte mens worden. Een ander belangrijk thema is de onsterfelijkheid van de mens. Met behulp van magie en alchemie worden pogingen ondernomen dit doel te bereiken. Leven in eenheid met de natuur was het oorspronkelijke ideaal. De klassieke taoïstische geleerde trok zich daartoe terug uit de mensenmaatschappij en leefde als een kluizenaar in de wildernis (op veel prenten wordt hij zo afgebeeld).
- Het woord Tao, soms fonetisch geschreven als Dao (道), wordt vaak simpel vertaald als 'de Weg' en vormt het kernbegrip van het taoïsme, waaraan het ook zijn naam ontleent. Tao is de bron en het ondeelbare en onbeschrijfbare principe, waaruit alles voortvloeit. Het zou het beschreven kunnen worden als de Bron, Rivier, de Stroom en de Terugkeer, maar in de eerste regel van de Daodejing staat: "De Tao die benoemd kan worden is niet de ware Tao".
- Tai Ji (of Tai Chi) (太極 / 太极) betekent 'het hoogste uiterste' en is het oneindige en fundamentele principe van evolutie en zelf-organisatie. Het is de eenheid van Yin en Yang (☯) en daarmee het hele bestaan.
- Yin (阴) en Yang (阳) zijn de universele antagonisten, elkaar aanvullende kwaliteiten van het bestaan. Zo kunnen kou (Yin) en warmte (Yang) niet zonder elkaar bestaan. Andere voorbeelden van Yin-Yang zijn water-vuur, maan-zon, aarde-zon, maan-aarde en vrouw-man. Wat opvalt is dat aarde in betrekking tot de maan yang is (en de maan yin) maar in betrekking tot de zon yin (en de zon yang). Yin-yang zijn dus relatieve of betrekkelijke begrippen en het is dus niet zo dat iets yin is of yang is in absolute zin, de begrippen staan altijd in een betrekking. Wat donker, vochtig, passief, troebel, koud, zacht en vrouwelijk is, wordt beschouwd als Yin en wat licht, droog, actief, helder, warm, hard en mannelijk is, als Yang.
- Wu Xing (五行) is het harmonische systeem van de vijf elementen: water, vuur, aarde, metaal, hout. Het systeem heeft een voedende (voortbrengende) cyclus (Sheng): hout → vuur → aarde → metaal → water → hout; en een controle cyclus (Ke): hout → aarde → water → vuur → metaal → hout. De twee cycli vormen samen een regelmatige vijfhoek met een vijfpuntige ster erin. Ze worden ook vaak samen afgebeeld als cirkel met een vijfpuntige ster. De cirkel is de Sheng-cyclus, de ster geeft de Ke-cyclus weer.
- Wu wei (无为) is het niet-doen (niet te verwarren met niets doen) of loslaten, in de zin van handelen maar zonder betrokkenheid. Een taoïst probeert zich niet te verzetten tegen de loop der dingen, maar daar spontaan maar wel bewust in mee te gaan.